# Hadroconus diadematus
Hadroconus diadematus är en snäckart som beskrevs av B.A. Marshall 1988. Hadroconus diadematus ingår i släktet Hadroconus och familjen Seguenziidae. Inga underarter finns listade i Catalogue of Life.